# Phước Mỹ, Phan Rang – Tháp Chàm
Phước Mỹ là một phường thuộc thành phố Phan Rang – Tháp Chàm, tỉnh Ninh Thuận, Việt Nam.

## Địa lý
Phường Phước Mỹ nằm ở phía tây thành phố Phan Rang – Tháp Chàm, có vị trí địa lý:
- Phía đông giáp các phường Phủ Hà và Đài Sơn với ranh giới là Quốc lộ 1
- Phía tây giáp phường Bảo An và huyện Ninh Phước
- Phía nam giáp huyện Ninh Phước
- Phía bắc giáp xã Thành Hải và phường Đô Vinh.

Phường có diện tích 5,99 km², dân số năm 2019 là 18.419 người, mật độ dân số đạt 3.075 người/km².
Quốc lộ 27 là tuyến giao thông chính trên địa bàn phường.

## Hành chính
Phường Phước Mỹ chia thành 10 khu phố: 1, 2, 3, 4, 5, 6, 7, 8, 9, 10.

## Lịch sử
Dưới thời Việt Nam Cộng hòa, địa bàn phường Phước Mỹ hiện nay là hai thôn Phước Đức và Mỹ Đức thuộc xã An Sơn, quận Bửu Sơn, tỉnh Ninh Thuận
Sau năm 1975, Chính quyền sáp nhập hai thôn Phước Đức và Mỹ Đức thành phường Phước Mỹ thuộc thị xã Phan Rang, tỉnh Thuận Hải.
Ngày 27 tháng 4 năm 1977, Hội đồng Chính phủ ban hành Quyết định 124-CP. Theo đó:
- Giải thể thị xã Phan Rang
- Sáp nhập 3 phường Đô Vinh, Bảo An và Phước Mỹ thuộc thị xã Phan Rang vào huyện An Sơn mới thành lập để thành lập thị trấn Tháp Chàm, thị trấn huyện lỵ huyện An Sơn.

Ngày 1 tháng 9 năm 1981, Hội đồng Bộ trưởng ban hành Quyết định 45-HĐBT. Theo đó, tái lập thị xã Phan Rang với tên gọi mới là thị xã Phan Rang – Tháp Chàm, đồng thời tái lập phường Phước Mỹ.
Ngày 25 tháng 12 năm 2001, Chính phủ ban hành Nghị định 99/2001/NĐ-CP. Theo đó:
- Điều chỉnh 87,56 ha diện tích tự nhiên và 1.755 người của phường Phước Mỹ về phường Bảo An quản lý
- Điều chỉnh 15,6 ha diện tích tự nhiên và 541 người của phường Phủ Hà về phường Phước Mỹ quản lý.

Sau khi điều chỉnh địa giới hành chính, phường Phước Mỹ có 593,85 ha diện tích tự nhiên và 11.322 người.